# Konsulat Generalny Rzeczypospolitej Polskiej w Szanghaju

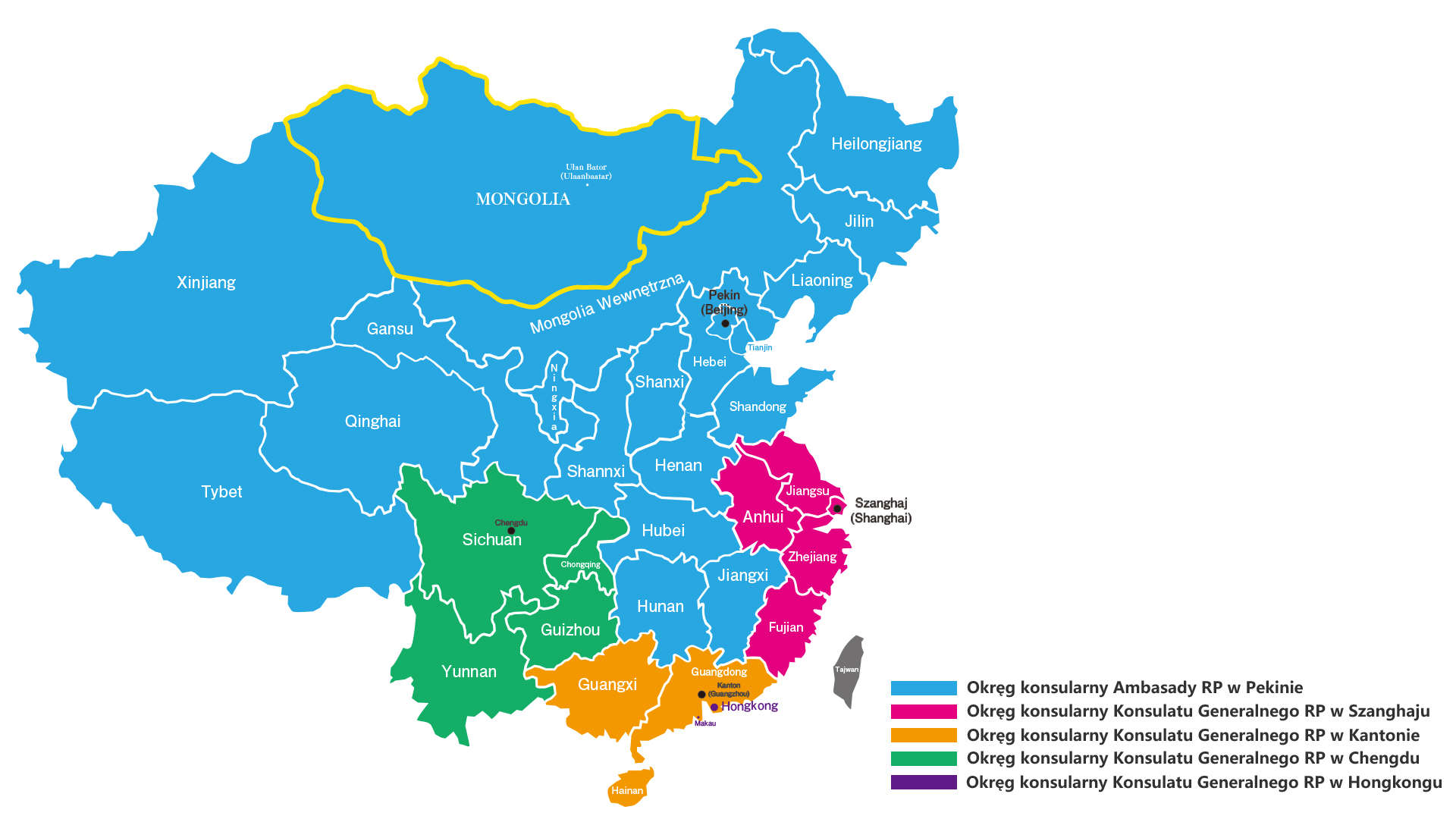
Okręg konsularny KG RP w Szanghaju (kolor różowy).

Konsulat Generalny Rzeczypospolitej Polskiej w Szanghaju (chiń. 波兰共和国驻上海总领事馆) – polska misja konsularna w Szanghaju w Chińskiej Republice Ludowej.
W Szanghaju znajduje się także Zagraniczne Biuro Handlowe, wcześniej przy Konsulacie funkcjonował Wydział Promocji Handlu i Inwestycji.

## Historia
W latach 1919–1928 w Szanghaju funkcjonował Konsulat Polski, zamieniony 1 marca 1929 na Poselstwo Rzeczypospolitej Polskiej. W następstwie wybuchu II wojny światowej, Szanghaj i sąsiadujące z nim prowincje pozostały bez polskiego przedstawicielstwa konsularnego do 1951 (do 1942 chargé d’affaires placówki był Stanisław de Rosset). Wówczas, dwa lata po nawiązaniu stosunków dyplomatycznych, powstał Konsulat PRL w Tianjinie. W 1951, w Gdyni i w Szanghaju, założono polsko-chińską Spółkę Żeglugową Chipolbrok. Była to pierwsza spółka joint venture z udziałem kapitału zagranicznego, jaka została utworzona w ChRL.
Konsulat w Szanghaju został utworzony 15 października 1954. Akt założycielski podpisał wiceminister spraw zagranicznych Marian Naszkowski. Polskie przedstawicielstwo jest najstarszą funkcjonującą nieprzerwanie placówką zagraniczną tego rodzaju w Szanghaju. Pierwotnie okręg konsularny obejmował 12 Prowincji: Szantung, Jiangsu, Anhui, Zhejiang, Fujian, Tajwan, Henan, Hubei, Hunan, Jiangxi, Guangdong, Guangxi oraz samo miasto Szanghaj. 1 maja 1955 w skład okręgu konsularnego nowo utworzonego Konsulatu Generalnego PRL w Kantonie przesunięto Guangdong i Guangxi. Jednocześnie konsulat w Szanghaju podniesiono do rangi Konsulatu Generalnego. W maju 1956 okręg konsularny przyjął obecny kształt.

## Konsulowie generalni
- 1976–1978 – Jan Sierek
- ok. 1980 – Bohdan Kikolski(inne języki)[3]
- 1986–1989 – Zygmunt Sobczyński
- 1989–1992 – Józef Sołtysiewicz
- 1992–1996 – Stanisław Pawelczyk
- 1996–1999 – Zbigniew Bylica
- 1999–2003 – Jerzy Bayer
- 2004–2007 – Sylwester Szafarz[4]
- 2007–2012 – Andrzej Łysiak
- 2012–2014 – Krzysztof Smyk
- 2014–2018 – Piotr Nowotniak
- 2018–2022 – Marek Ciesielczuk
- 2022–2023 – Piotr Leszczyński (p.o.)
- 2023–2024 – Magdalena Żukowska(inne języki)
- od 2024 – Adam Bralczyk

## Okręg konsularny
Okręg konsularny Konsulatu Generalnego RP w Szanghaju obejmuje:
- miasto wydzielone Szanghaj
- Jiangsu
- Zhejiang
- Anhui
- Fujian